# Isoetes savatieri
Isoetes savatieri là một loài dương xỉ trong họ Isoetaceae. Loài này được Franch. mô tả khoa học đầu tiên.